# クリスティーヌ・ラガルド
クリスティーヌ・マドレーヌ・オデット・ラガルド（フランス語: Christine Madeleine Odette Lagarde、1956年1月1日 - ）は、フランスの政治家、弁護士。国民運動連合所属。欧州中央銀行総裁。元国際通貨基金（IMF）専務理事。

## 経歴
パリ9区にて、ロベール・ラルエットとニコル・カル夫妻の第1子として誕生。四人兄弟で3人の弟がいる。幼年時代をル・アーヴルで過ごし、そこでカトリックの教育を受けた。10代の頃はアーティスティックスイミングの選手であり、フランスのナショナルチームに所属していた。16歳の時に父が亡くなり、以後母ニコルが1人で子供4人を育てた。1974年にバカロレアを取得。パリ第10大学を卒業し、更に、グランゼコールの一つであるエクス＝アン＝プロヴァンス政治学院を卒業した。ENAの入学試験に2度失敗しているが、自身はこの失敗を後悔していないと述べている。
卒業後の1981年、アメリカの国際ロー・ファームであるベーカー&マッケンジーのパリ・オフィスで弁護士として働き始める。1995年よりベーカー&マッケンジーのシカゴ本部でのエグゼキューティヴとなり、1999年よりチェアマンに選ばれた。
ジャン＝ピエール・ラファランに発掘され、2005年にアメリカから帰国。ドミニク・ド・ヴィルパン内閣の農業・漁業相などを経て、2007年6月からフランソワ・フィヨン内閣の経済・財政・産業相（財務大臣に相当）に就任する。G8最初の女性財相でもある。
2006年には、アメリカの経済誌『フォーブス』が取り上げた世界最強の女性30に選出されている。反トラスト法、労働法専門の弁護士としても著名であり、ベーカー&マッケンジーの所長に女性で初めて就任した。
2011年6月28日、IMFの理事会にて専務理事に全会一致で選出された。女性として初のトップ就任である。かつてラガルドと同じくフランス経済・財政相からIMF専務理事に転じたドミニク・ストロス＝カーンが2011年5月に性的暴行容疑で逮捕・起訴されIMF専務理事を辞任したため、その後任の最有力候補として名が挙がっていた。2018年10月1日に女性初のIMFチーフエコノミストとして、ハーバード大学教授のギータ・ゴピナートを任命した。
2019年7月、欧州中央銀行次期総裁に就任が決定。同年11月1日に就任。女性初の総裁となる。これに伴い、9月12日にIMF専務理事を退いた。

## 発言
2008年6月14日、大阪市で開かれたG8財相会合において、米国のサブプライム問題に端を発した金融危機とそれによって株式市場から先物商品市場に多額の投機マネーが流入し、世界的に原油高、穀物高などインフレ圧力が増大している当時の経済状況を「世界経済は3F危機（3F;Finance(金融),Fuel(石油),Food(食料)）」にさらされていると表現した。

## 私生活
元夫ヴィルフリード・ラガルドとの間に、長男と次男をもうけている。2006年からマルセイユの実業家グザヴィエ・ジョカンティがパートナーである。
2013年3月20日、フランス捜査当局はフランス財務相在任中の2007-2008年当時の与党の国民運動連合に近い実業家ベルナール・タピとフランス銀行との損害賠償問題に不正に介入した権力乱用などの疑いが強まったとして、専務理事のパリの自宅を家宅捜索した。